# Bunium bourgaei
Bunium bourgaei är en flockblommig växtart som beskrevs av Gonçalo Antonio da Silva Ferreira Sampaio. Bunium bourgaei ingår i släktet jordkastanjer, och familjen flockblommiga växter. Inga underarter finns listade i Catalogue of Life.